# Hymna Federativních států Mikronésie
Hymna Federativních států Mikronésie je píseň Patriots of Micronesia (česky Vlastenci Mikronésie).

## Historie
Hymna byla přijata roku 1991, kdy nahradila původní píseň Preamble (česky Preambule), která byla užívána od nezávislosti země a odkazovala na preambuli mikronéské ústavy. Melodie je převzata od německé studentské písně Ich hab mich ergeben z roku 1819 od Augusta Daniela von Binzera, která v poválečném období krátce plnila funkci hymny Spolkové republiky Německo. Také text mikronéské hymny je volným překladem této písně. Mezi lety 1899 až 1914 bylo území Federativních států Mikronésie součástí Německé Nové Guiney.

## Text voriginále
1. This here we are pledging,

With heart and with hand,

|:Full measure of devotion

To thee, our native land.:|

2. Now all join the chorus,

Let union abide.

|:Across all Micronesia

Join hands on every side.:|

3. We all work together,

With hearts, voice and hand,

|:Till we have made these islands

Another promised land.:|